# المعينة (المضاربة والعارة)

تعديل مصدري - تعديل

المعينة هي إحدى قرى عزلة المضاربة بمديرية المضاربة والعارة التابعة لمحافظة لحج، بلغ تعداد سكانها 136 نسمة حسب تعداد اليمن لعام 2004.